# FK Utenos Utenis
FK Utenos Utenis är en litauisk fotbollsklubb i Utena. Klubben spelar i Antra lyga – den litauiska tre nivå.

## Historia
FK Utenis grundades 1933. Den nya klubben FK Utenos Utenis grundades 2014.

## Placering tidigare säsonger
| Säsong | Nivå | Liga                | Placering | Referens |
| ------ | ---- | ------------------- | --------- | -------- |
| 2014   | 2    | Pirma lyga          | 3         | [ 2 ]    |
| 2015   | 1    | A lyga              | 6         | [ 3 ]    |
| 2016   | 1    | A lyga              | 7         | [ 3 ]    |
| 2017   | 1    | A lyga              | 5         | [ 4 ]    |
| 2018   | 2    | Pirma lyga          | 8         | [ 5 ]    |
| 2019   | 3    | Antra lyga (Pietūs) | 11        | [ 6 ]    |
| 2020   | 3    | Antra lyga (Pietūs) | 12        | [ 7 ]    |
| 2021   | 3    | Antra lyga          | 14        | [ 8 ]    |
| 2022   | 3.   | Antra lyga          |           | [ 9 ]    |

## Färger
FK Utenis spelar i blå trikåer, bortastället är gula och blå
| UTENIS | UTENIS |

### Trikåer
| 2014–... (Hemmakit) | 2014–2017 (Bortaställ) | 2018–... (Bortaställ) |

## Kända spelare
- Egidijus Varnas
- Ričardas Zdančius